# Silnik sprzężony

Maszyna parowa z trzystopniowym rozprężaniem pary

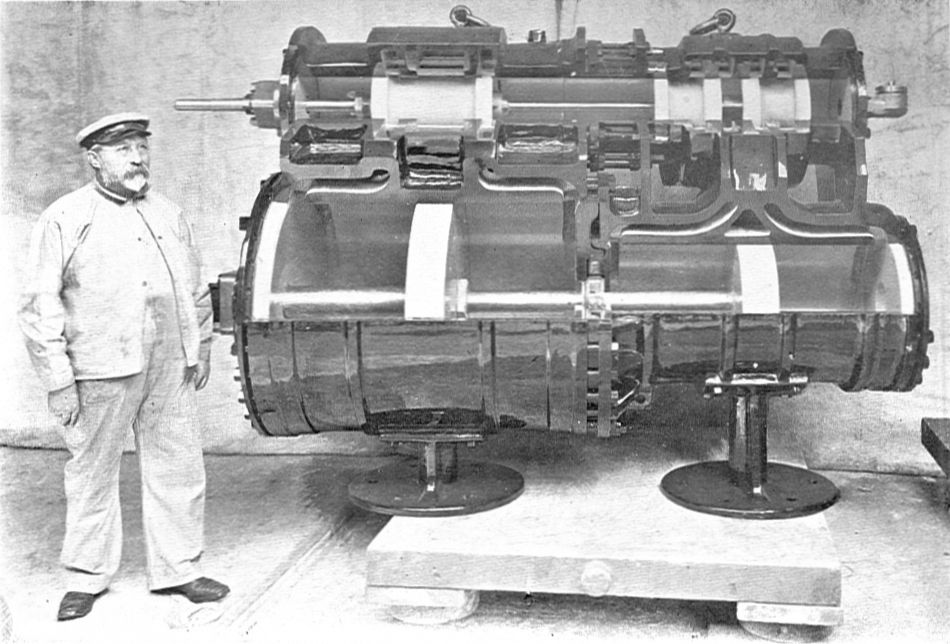
Cylindry. Z lewej niskiego, z prawej wysokiego ciśnienia. Nad nimi suwaki

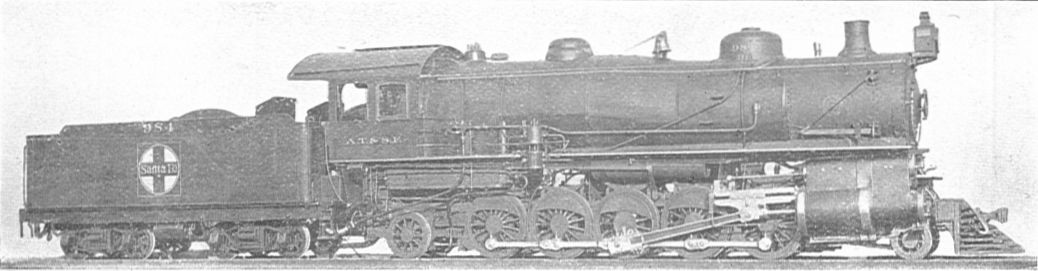
Parowóz z cylindrami tego typu

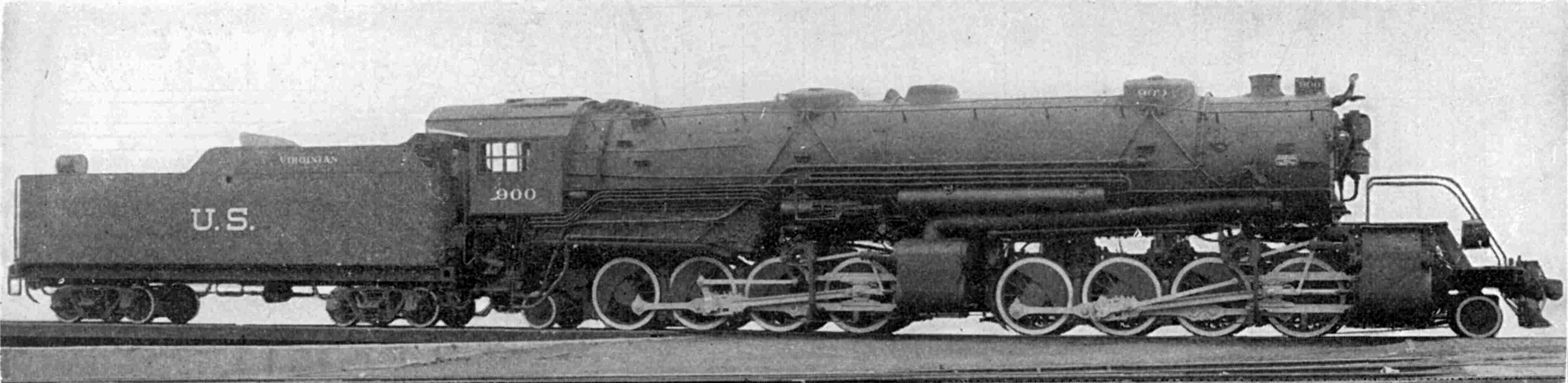
Parowóz Malleta posiadający sprzężone dwa silniki bliźniacze z przodu niskiego ciśnienia, z tyłu wysokiego

Silnik sprzężony – maszyna parowa z wielostopniowym rozprężaniem pary. Silnik w którym najpierw zachodzi obniżanie ciśnienia w cylindrach wysokoprężnych, a potem proces się powtarza w kolejnych cylindrach o coraz niższym ciśnieniu. Spotykane były układy o dwóch, trzech i czterech stopniach rozprężania pary.
Przeważnie para pomiędzy cylindrami jest podgrzewana w przegrzewaczach wtórnych.
Silniki sprzężone uzyskują wyższą sprawność od silników z jednostopniowym rozprężaniem pary np. dwucylindrowych silników bliźniaczych, ale są bardziej skomplikowane.
Zdominowały napęd parowców i okrętów, natomiast rzadko były stosowane w parowozach, gdzie mniejsze zużycie paliwa nie rekompensowało skomplikowanej budowy i obsługi oraz wyższych kosztów napraw.

## Przykłady parowozów z silnikiem sprzężonym
- Parowozy eksploatowane w Polsce z silnikiem poziomym: Oc1, Od2, Od13, Pn12
- ATSF 3000 – parowóz systemu Malleta posiadający sprzężone dwa silniki bliźniacze.

## Zachowane
- Sołdek – silnik główny statku muzeum w Gdańsku,
- Nieczynna maszyna wyciągowa przed Skansenem Górniczym Królowa Luiza w Zabrzu,
- Nieczynna dmuchawa tłokowa wielkiego pieca w Muzeum Przyrody i Techniki w Starachowicach.